# КрАЗ-6510
КрАЗ-6510 — украинский крупнотоннажный грузовой автомобиль третьего поколения, разработанный и выпускавшийся в нескольких вариантах Кременчугским автомобильным заводом. Является преемником модели КрАЗ-250.

## История
Разработка карьерного самосвала КрАЗ-6510 началась в 1980-х годах.
Автомобиль представлял собой дальнейшее развитие и модернизацию модели КрАЗ-250. Технические характеристики во многом аналогичны предыдущей модели.
Выпуск модели КрАЗ-6510 был начат с 1992 года.
В 1994 году самосвалы КрАЗ-6510 составляли половину автомашин, выпущенных Кременчугским автозаводом. В 1995 году был изготовлен самосвал КрАЗ-6510 с импортным дизельным двигателем Cummins.
В мае 2006 года в связи с переходом Украины на международные экологические нормы Euro-2 автозавод принял решение прекратить производство самосвалов КрАЗ-6510 для заказчиков на территории Украины и 1 января 2007 года продажи КрАЗ-6510 на территории Украины были прекращены (тем не менее, завод сообщил о возможности продолжения их производства на экспорт при наличии заказов от иностранных клиентов).
В 2008 году 16 самосвалов КрАЗ-6510-052 (с платформой объёмом 8,5 м³) были поставлены министерству обороны Украины, ещё одна партия самосвалов КрАЗ-6510 (с платформой объёмом 10 м³) была изготовлена для министерства строительства Кубы.

## Описание
КрАЗ-6510 представляет собой трёхосный самосвал грузоподъёмностью 13,5 тонн с задней разгрузкой. Был оснащён дизельным двигателем ЯМЗ-238М2 мощностью 240 л. с. и 5-ступенчатой коробкой передач; снаряжённая масса машины составляла 11,3 тонны, полная масса — 24,88 тонны, максимальная скорость — 80 км/ч.
На автомобилях КрАЗ-651001, КрАЗ-6444 и КрАЗ-65101 устанавливали два топливных бака.

## Модификации
- КрАЗ-6510 — базовая модель, самосвал грузоподъемностью 13,5 тонн с платформой объёмом 8 м³[2]. Ресурс самосвалов КрАЗ-6510 до первого капитального ремонта составлял 255 тыс. км, проведение капитального ремонта обеспечивало межремонтный ресурс на дополнительные 204 тыс. км, после 459 тыс. км пробега автомашину рекомендовалось списывать[9].
- КрАЗ-651001 — модификация с подогревателем топлива, установленным в сливной магистрали
- КрАЗ-6510-052 — самосвал грузоподъемностью 15 тонн с платформой объёмом 8,5 м³
- КрАЗ-6510-030 «Горняк» — самосвал грузоподъемностью 15 тонн с платформой объёмом 10,5 м³, демонстрационный образец был представлен 23-28 мая 2006 года на проходившей в Киеве автомобильной выставке SIA’2006[10]
- КрАЗ-65101 — шасси[2]. Разработано в 1991—1992 гг., использовались в качестве базы для бетоносмесителей[11], автокранов и иных специализированных машин:

- в мае 2003 года на проходившей в Киеве автомобильной выставке SIA’2003 была представлена комбинированная дорожная машина КДМ-1522 на шасси КрАЗ-65101
- в 2005 году на шасси КрАЗ-65101 была выпущена первая партия 29-местных вахтовых фургонов
- в 2007 году на шасси КрАЗ-65101 была выпущена партия автоцистерн для перевозки технической воды

- КрАЗ-6444 — седельный тягач на основе КрАЗ-6510. Предназначен для буксировки полуприцепов массой до 32 тонн[2] по всем видам дорог, а также по бездорожью. Полная масса автомобиля — 23,5 тонны. Начал выпускаться с начала 1990 г.

## На вооружении
- Грузия[15][16] — по меньшей мере 5 грузовиков КрАЗ-6510 грузинской армии были захвачены во время войны в Южной Осетии[17]
- Украина — в 2008 году министерство обороны Украины закупило 16 самосвалов КрАЗ-6510[18].

## Галерея

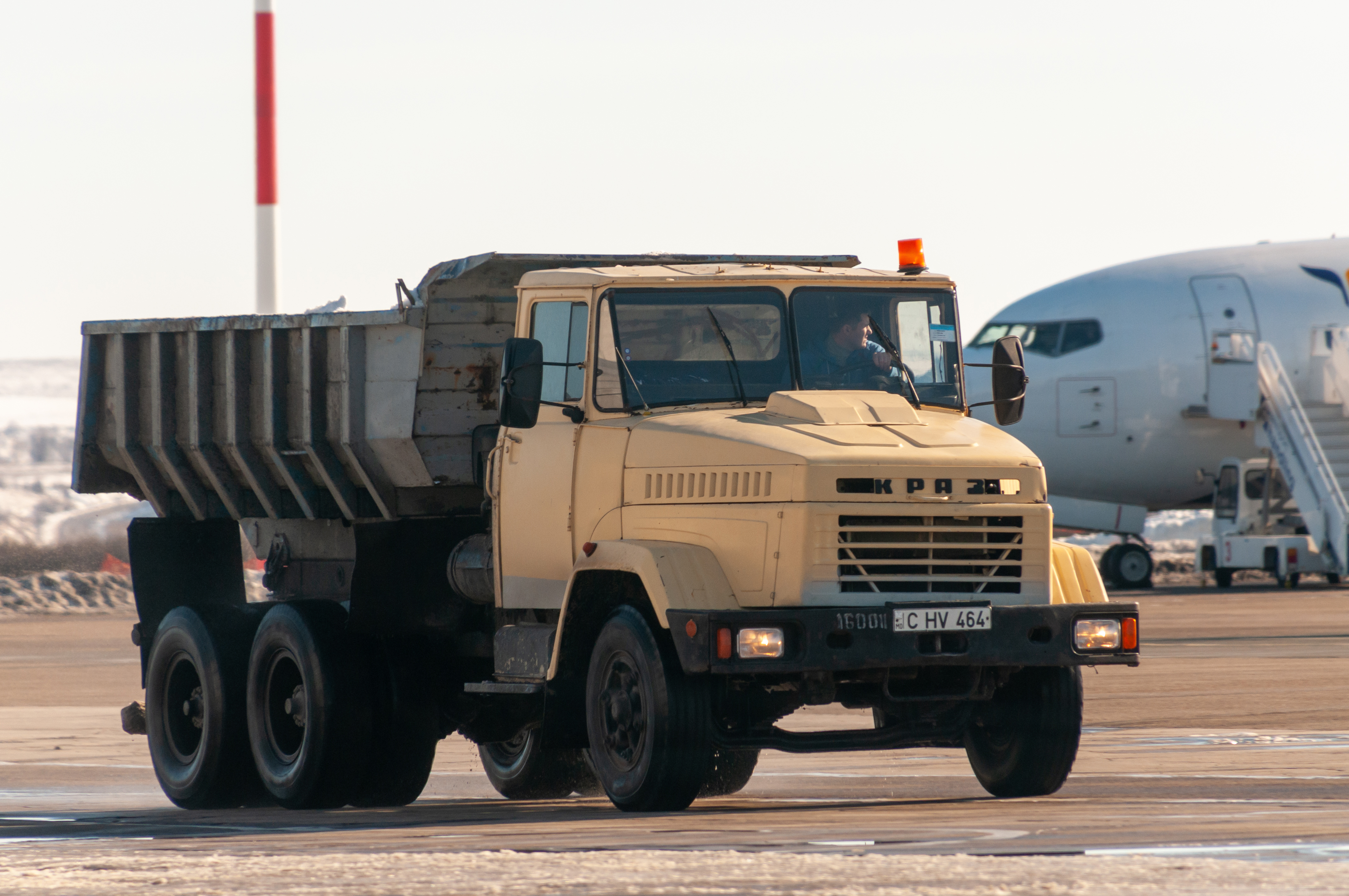
КрАЗ-6510, Молдова
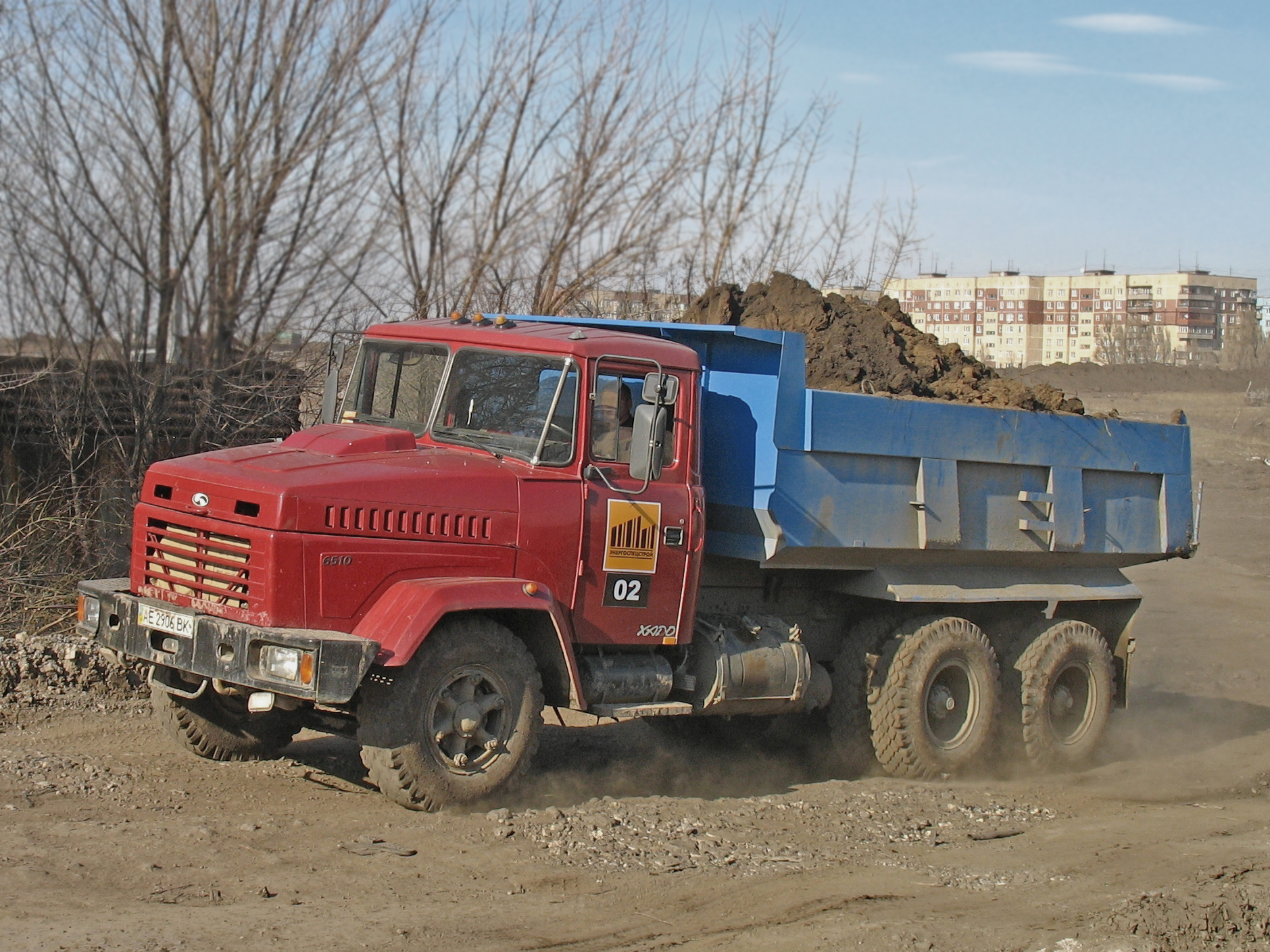
КрАЗ-6510-030
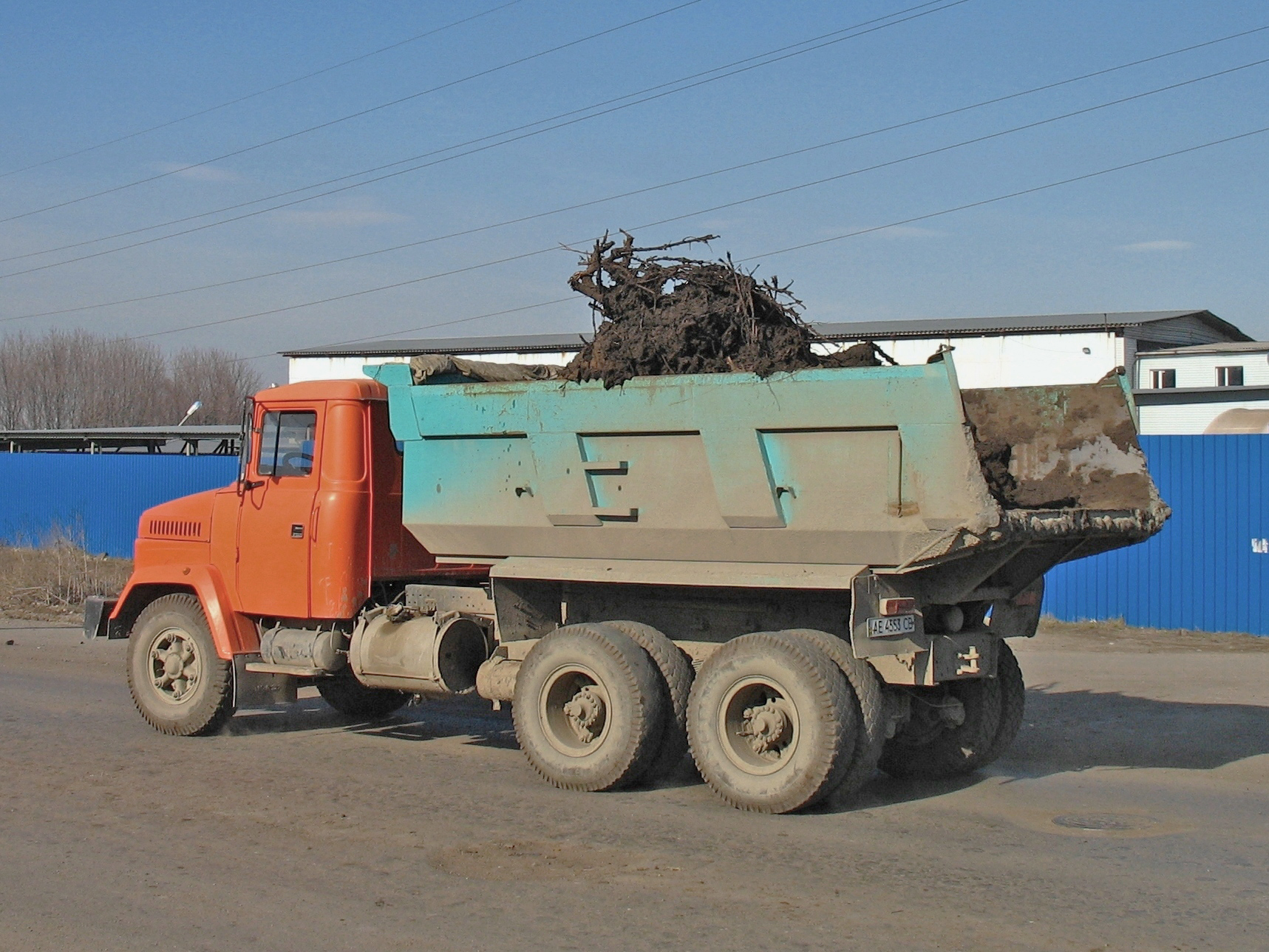
КрАЗ-6510-030
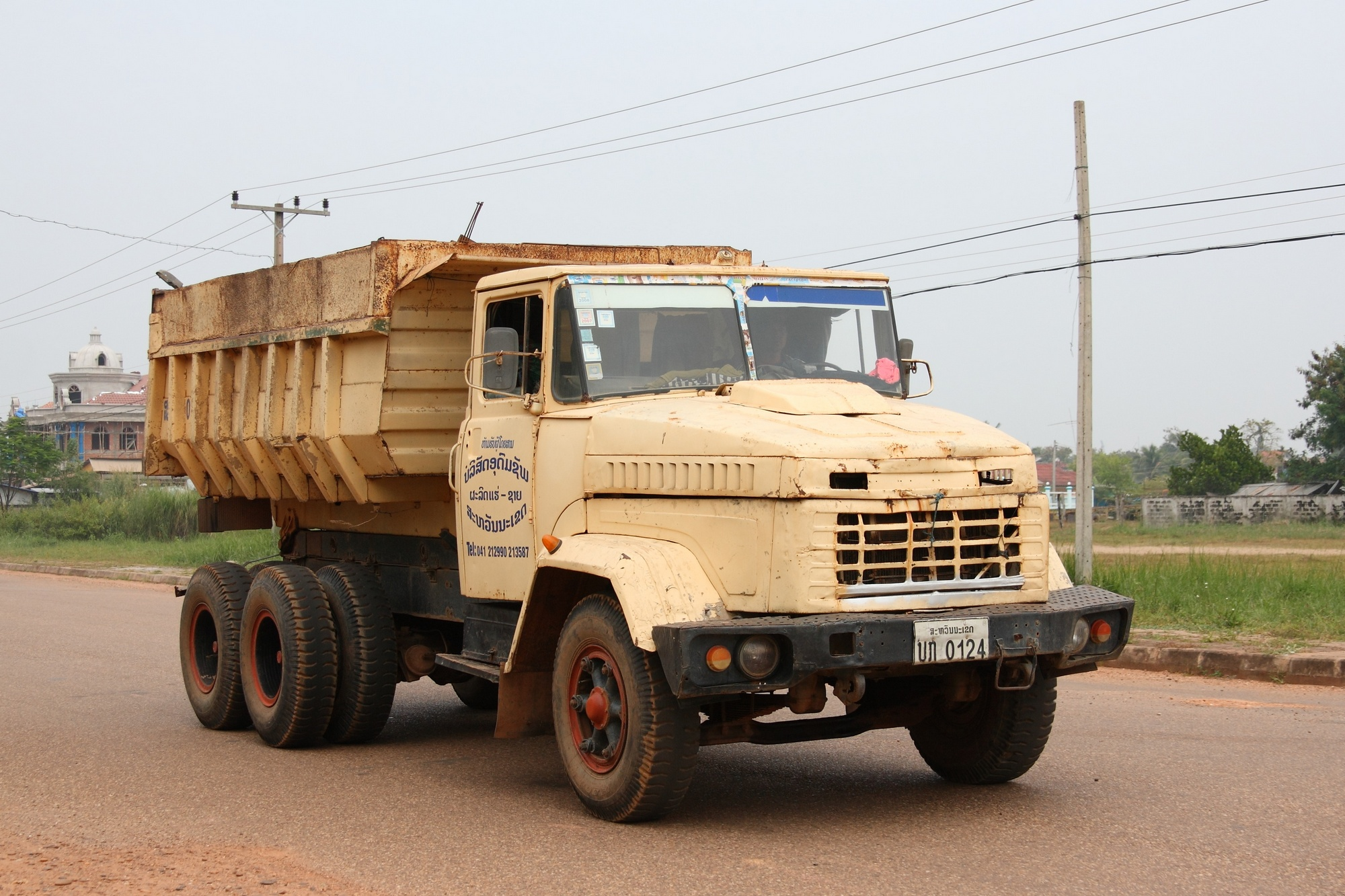
КрАЗ-6510, Лаос
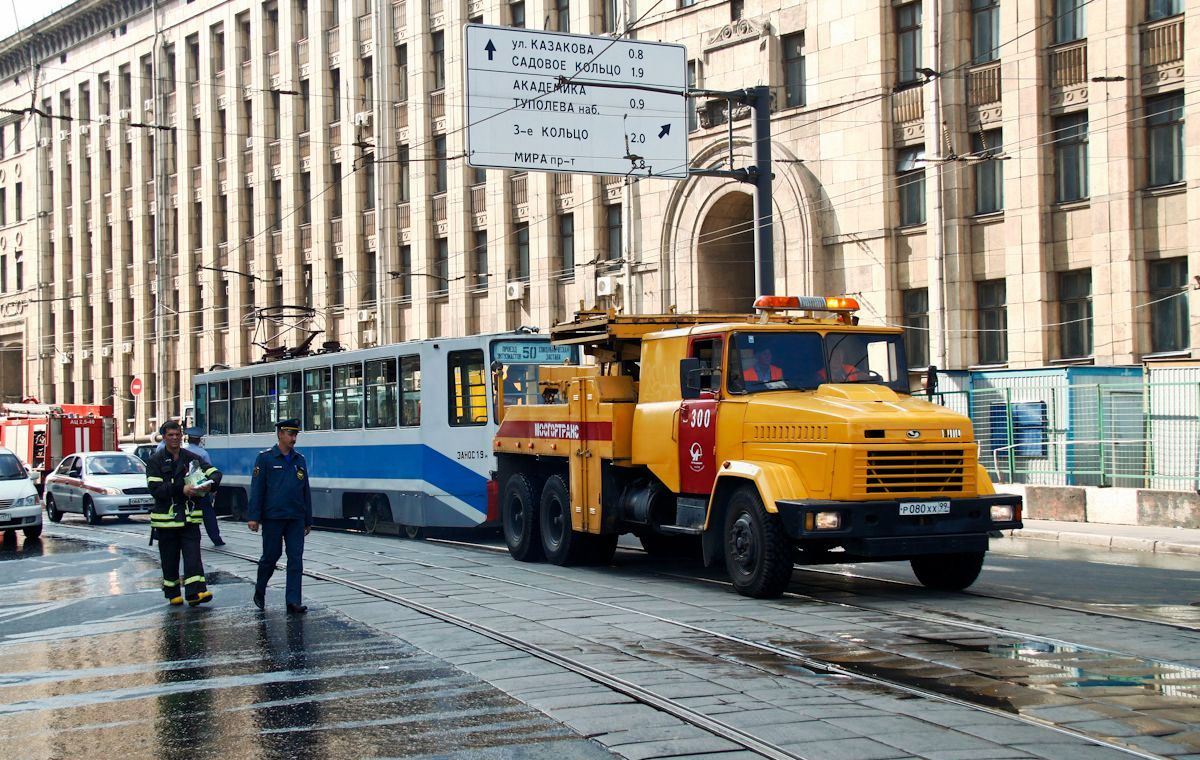
Автомобиль аварийной службы на шасси КрАЗ-65101